# Sympherobius arizonicus
Sympherobius arizonicus är en insektsart som beskrevs av Banks 1911. Sympherobius arizonicus ingår i släktet Sympherobius och familjen florsländor. Inga underarter finns listade i Catalogue of Life.